# Mohammad Anwar Afzal
Anwal Afzal foi um futebolista afegão que participou dos Jogos Olímpicos de Verão em 1948,em Londres,na primeira e única vez até o momento que a Seleção Afegã de Futebol se classsificou para o torneio de futebol dos Jogos Olímpicos.
1. ↑  Evans, Hilary; Gjerde, Arild; Heijmans, Jeroen; Mallon, Bill;  et al. «Mohammad Anwar Afzal». Sports Reference LLC (em inglês). Olympics em Sports-Reference.com. Consultado em 29 de julho de 2021. Cópia arquivada em 4 de dezembro de 2016